# Josia turbida
Josia turbida är en fjärilsart som beskrevs av Erich Martin Hering 1925. Josia turbida ingår i släktet Josia och familjen tandspinnare. Inga underarter finns listade i Catalogue of Life.